# Rytis Sakalauskas
Rytis Sakalauskas (Alytus, 27 giugno 1987) è un velocista lituano.

## Record nazionali
- 100 metri piani: 10"14 ( Shenzhen, 17 agosto 2011)
- 200 metri piani: 20"74 ( Bruxelles, 16 settembre 2011)

## Palmarès
| Anno | Manifestazione    | Sede      | Evento      | Risultato        | Prestazione | Note             |
| ---- | ----------------- | --------- | ----------- | ---------------- | ----------- | ---------------- |
| 2007 | Europei under 23  | Debrecen  | 4x100 m     | Batteria         | 40"51       |                  |
| 2009 | Universiadi       | Belgrado  | 100 m piani | 5º               | 10"41       |                  |
| 2009 | Europei under 23  | Kaunas    | 100 m piani | 4º               | 10"38       |                  |
| 2011 | Europei indoor    | Parigi    | 60 m piani  | Semifinale       | 6"71        |                  |
| 2011 | Europei a squadre | Novi Sad  | 100 m piani | Oro              | 10"34       |                  |
| 2011 | Universiadi       | Shenzhen  | 100 m piani | Argento          | 10"14       | Record nazionale |
| 2011 | Mondiali          | Taegu     | 100 m piani | Batteria         | 10"42       |                  |
| 2012 | Mondiali indoor   | Istanbul  | 60 m piani  | Semifinale       | 6"69        |                  |
| 2012 | Europei           | Helsinki  | 100 m piani | Finale           | dnf         |                  |
| 2012 | Giochi olimpici   | Londra    | 100 m piani | Batteria         | 10"29       |                  |
| 2013 | Europei a squadre | Kaunas    | 100 m piani | Oro              | 10"44       |                  |
| 2013 | Europei a squadre | Kaunas    | 4x100 m     | Oro              | 39"83       |                  |
| 2013 | Universiadi       | Kazan'    | 100 m piani | 7º               | 10"30       |                  |
| 2014 | Europei           | Zurigo    | 100 m piani | Semifinale       | 10"44       |                  |
| 2014 | Europei           | Zurigo    | 4×100 m     | Batteria         | 40"15       |                  |
| 2014 | Europei a squadre | Tallinn   | 100 m piani | Bronzo           | 10"23       |                  |
| 2015 | Universiadi       | Gwangju   | 100 m piani | Quarti di finale | 10"64       |                  |
| 2015 | Universiadi       | Gwangju   | 4×100 m     | Batteria         | dnf         |                  |
| 2016 | Europei           | Amsterdam | 100 m piani | Semifinale       | 10"40       |                  |
| 2017 | Europei a squadre | Tel Aviv  | 100 m piani | Argento          | 10"30       |                  |